# Translin
Translin‏ (Translin) هوَ بروتين يُشَفر بواسطة جين Translin في الإنسان.